# مارتن لينغ
مارتن لينغ (بالإنجليزية: Martin Ling)‏ (15 يوليو 1966 في المملكة المتحدة - ) هو مدرب كرة قدم ولاعب كرة قدم بريطاني في مركز الوسط. لعب مع برايتون أند هوف ألبيون وسويندون تاون ونادي إكزتر سيتي ونادي ساوثيند يونايتد ونادي ليتون أورينت ونادي مانسفيلد تاون.

## وصلات خارجية
- مارتن لينغ على موقع قاعدة بيانات كرة القدم.إي يو (الإنجليزية)
- مارتن لينغ على موقع Soccerbase.com (لاعب) (الإنجليزية)
- مارتن لينغ على موقع Soccerbase.com (مدرب) (الإنجليزية)
- مارتن لينغ على موقع عالم كرة القدم.نت (الإنجليزية)